# Murrayfield Ice Rink
De Murrayfield Ice Rink is een ijsstadion in de wijk Murrayfield in Edinburgh, Schotland, naast het Murrayfield Stadium.
Het ijsstadion werd tussen 1938 en 1939 gebouwd en biedt tegenwoordig plaats aan 3800 toeschouwers. Vaste bespeler is het ijshockeyteam Edinburgh Capitals.